# Żybiek Arapbajewa
Żybiek Dżumadiłłakyzy Arapbajewa (oryg. Жибек Джумадиллакызы Арапбаева; ur. 8 grudnia 1991 w Szymkencie) – kazachska narciarka dowolna, specjalizująca się w skokach akrobatycznych, która starty w Pucharze Świata rozpoczęła w 2008 r. Występowała także w zawodach FIS Race oraz Pucharu Europy. Była uczestniczką igrzysk olimpijskich w Vancouver w 2010 r. oraz rozgrywanych cztery lata później igrzysk w Soczi.

## Osiągnięcia

### Igrzyska olimpijskie
| Miejsce | Dzień     | Rok  | Miejscowość      | Konkurencja        | Wynik     | Zwyciężczyni  | Źródło |
| ------- | --------- | ---- | ---------------- | ------------------ | --------- | ------------- | ------ |
| 23.     | 24 lutego | 2010 | Cypress Mountain | skoki akrobatyczne | 86.98 pkt | Lydia Lassila | [ 1 ]  |
| 19.     | 14 lutego | 2014 | Roza Chutor      | skoki akrobatyczne | 58.87 pkt | Ałła Cuper    | [ 2 ]  |

### Mistrzostwa świata
| Miejsce | Dzień    | Rok  | Miejscowość | Konkurencja        | Wynik     | Zwyciężczyni          | Źródło |
| ------- | -------- | ---- | ----------- | ------------------ | --------- | --------------------- | ------ |
| 24.     | 4 marca  | 2009 | Inawashiro  | skoki akrobatyczne | 48.89 pkt | Li Nina               | [ 3 ]  |
| 18.     | 7 marca  | 2013 | Voss        | skoki akrobatyczne | 55.64 pkt | Xu Mengtao            | [ 4 ]  |
| DNS     | 6 lutego | 2019 | Deer Valley | Skoki akrobatyczne | -         | Alaksandra Ramanouska | [ 5 ]  |

### Puchar Świata

#### Pozycje w klasyfikacji generalnej
| Sezon     | Miejsce | Punkty |
| --------- | ------- | ------ |
| 2008/2009 | 112     | 4      |
| 2009/2010 | 80      | 7      |
| 2011/2012 | 157     | 2      |
| 2012/2013 | 111     | 10     |
| 2013/2014 | 185     | 3      |
| 2016/2017 |         |        |

#### Pozycje w poszczególnych zawodach
Arapbajewa nigdy nie stanęła na podium zawodów PŚ.